# طارق صالح (لاعب كرة قدم أمريكية)
طارق صالح (بالإنجليزية: Tarek Saleh)‏ هو لاعب كرة قدم أمريكية أمريكي، ولد في 7 نوفمبر 1974 في Woodbridge, Connecticut ‏ في الولايات المتحدة.

## وصلات خارجية
- طارق صالح على موقع مرجع كرة القدم المحترفة.كوم (الإنجليزية)